# Nikon-MF-Kameras
Die Nikon-MF-Kameras bilden eine Serie von Kleinbildkameras mit manuellem Fokus des japanischen Herstellers Nikon. Sie wurden für alle Bereiche der Fotografie produziert.
Die Modelle haben bis auf die erste Serie, die Nikkorex-Serie, welche bis auf das Modell Nikkorex F mit einem fest eingebauten Objektiv ausgestattet war, alle das F-Bajonett des Herstellers und können meist auch mit aktuellen Objektiven betrieben werden. Eingeschränkt oder nicht nutzbar sind direkt für digitale Spiegelreflexkameras zugeschnittene Objektive mit kleinerem Bildkreis sowie Objektive der G-Serie, denen der Blendeneinstellring fehlt.

## Nikkorex-Serie
Ein recht unbekanntes Kapitel in der Nikon-Geschichte bilden die Nikkorex-Kameras. Denn nicht erst mit der Nikon EM oder der F301 hat sich Nikon mit dem sogenannten Massenmarkt beschäftigt. So, wie die Messsucherkameras Nikon S3 und Nikon S4 als preiswerte Version der Nikon SP gedacht waren, wollte man auch der professionellen Nikon F ein preisgünstiges Modell an die Seite stellen. Bleibt die Frage, warum die Nikkorex-Serie im offiziellen Nikon-Stammbaum kaum auftaucht, wobei als Hauptgrund sicher die Tatsache zu sehen ist, dass die Nikkorex-Modelle in Kooperation mit Mamiya entstanden und nicht wie sonst ausschließlich von Nikon selbst konstruiert und gefertigt worden sind. Auch passt es aus heutiger Sicht Nikons verständlicherweise nicht recht ins Bild eines professionell orientierten Herstellers, einmal vergleichsweise simple Kameras im Programm gehabt zu haben.

### Nikkorex 35 (1960–1962)
Die Nikkorex 35 war das erste Modell der Nikkorex-Serie, gefertigt ab 1960. Einige bedeutende Unterschiede zwischen der Nikon F und dem Nikkorex Modell machten es Nikon möglich, den Preis niedrig zu halten. Die Kamera hatte ein fest eingebautes Objektiv Nikkor-Q 1:2,5/50 und besaß einen Zentralverschluss von Citizen, einer Firma, die heute als Hersteller von Uhren bekannt ist. Die Verschlusszeiten reichten von 1 - 1/500 Sekunde, die Blende war zwischen 2,5 und 22 verstellbar. Über dem Objektiv der Nikkorex 35 befand sich ein großes Wabenfenster für den eingebauten Selenbelichtungsmesser. Um das Manko des fest eingebauten Objektivs zu mildern, lieferte Nikon für diese Kamera Weitwinkel- (entsprechend den Brennweiten von 35 und 38 mm) bzw. Tele-Objektivvorsätze (entsprechend den Brennweiten von 85 und 90 mm) als Zubehör.

### Nikkorex 35 II (1962–1964)
Die modifizierte Version des ersten Modells, die Nikkorex 35 II, kam 1962 heraus; die Kamera war mit einem Verschluss der Firma Seikōsha, einer Tochtergesellschaft des japanischen Unternehmens Seiko, ausgestattet. Der Schnellschalthebel wurde vergrößert und im Fenster des Belichtungsmessers war „NIKKOREX“ zu lesen. Das Gehäuse der Kamera zeigte sich gegenüber dem Vorgängermodell deutlich abgerundet, technisch gesehen gab es sonst jedoch keine Unterschiede.

### Nikkorex F (1962–1966)

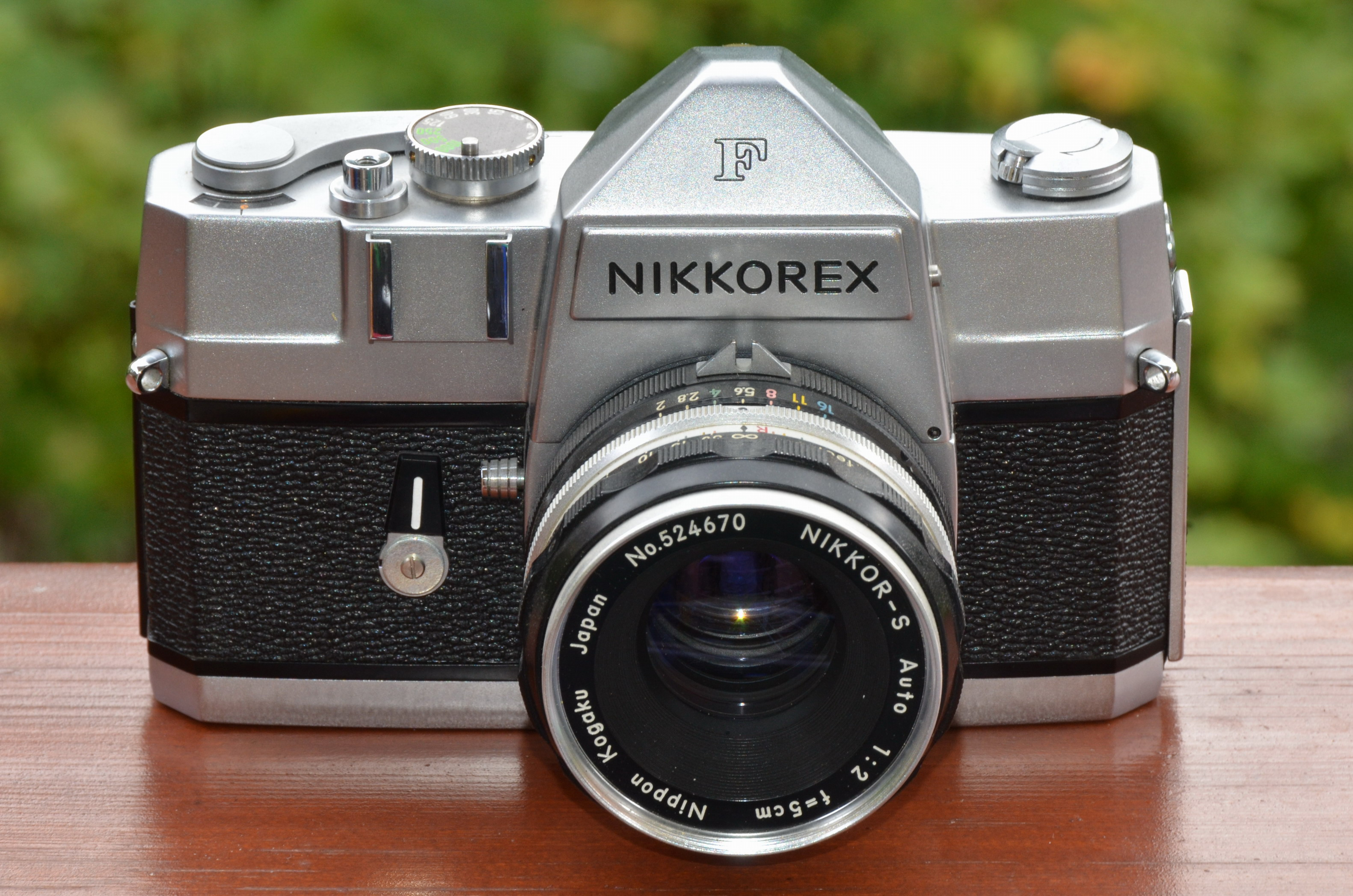
Nikkorex F mit Objektiv NIKKOR-S Auto 1:2 f=5cm

Eine wichtige Nikon-Neuerung des Jahres 1962 war ein weiteres Modell der Nikkorex-Baureihe, das im Unterschied zu allen anderen Nikkorex-Modellen die Möglichkeit des Objektivwechsels bot und konsequenterweise das Nikon-F-Bajonett besaß. Die Nikkorex F war die erste Nikon-Kamera mit einem vertikal ablaufenden Metalllamellen-Verschluss von Copal. Ihr Gehäuse unterschied sich von allen anderen Nikkorex-Modellen deutlich. Jedenfalls war mit dieser Kamera ein besonders preisgünstiger Einstieg in das universelle Nikon-F-System möglich.
Die Kamera, auf deren Prisma vorne das von der Nikon F her bekannte „F“ eingraviert war, besaß das klassische Zeiten-Einstellrad auf der Oberseite, jedoch keinen eingebauten Belichtungsmesser mehr. Ein solcher mit Selenmesszelle konnte jedoch bei Bedarf aufgesteckt werden und kuppelte sowohl mit dem Zeitenrad als auch dem Blendenmitnehmer am Objektiv.
Von ihren Möglichkeiten her war die Nikkorex F mit der später entwickelten Nikkormat FS vergleichbar, vermittelte jedoch wie die gesamte Nikkorex-Reihe nicht das gewohnte Feeling der robusten, unverwüstlichen Bauweise und soliden Verarbeitung.

### Nikkorex Zoom 35 (1963)
Die Nikkorex Zoom 35 gilt als die erste Spiegelreflexkamera der Weltproduktion mit einem Zoomobjektiv als Serienausstattung. Sie war bis auf das Objektiv baugleich mit der Nikkorex 35 II. Die wirkliche Besonderheit der Kamera war das fest eingebaute Zoomobjektiv mit variabler Brennweite zwischen 43 und 86 mm. Dieses Zoomobjektiv war baugleich mit dem bis Anfang der 1980er Jahre lieferbaren Zoom Nikkor 1:3,5/43-86 mm mit Nikon-F-Bajonett, das auch als Nikons erstes Universal-Zoomobjektiv bekannt ist.

### Nikkorex Auto 35 (1964–1967)
Die letzte Nikkorex-Kamera, die Nikon Auto 35, war gleichzeitig Nikons erste Kamera mit einer Belichtungsautomatik. Wieder mit Seikosha-Zentralverschluss versehen, verfügte sie über eine Blendenautomatik im Bereich von 2,0 bis 16, das fest eingebaute 48-mm-Objektiv hatte die Lichtstärke 1:2,0. Im Sucher zeigte eine Messnadel die von der Kamera gewählte Blende an. Im manuellen Bereich musste zur korrekten Belichtungseinstellung eine zweite Nadel mit dieser zur Deckung gebracht werden.
Im Gegensatz zu den Vorgängermodellen hatte die Kamera eine außergewöhnlich moderne Form. Unverwechselbares Merkmal: der Auslöser befand sich nicht auf der Oberseite, sondern wie lange Jahre bei den ostdeutschen Prakticas rechts schräg vorne am Gehäuse neben dem Objektiv. Diese Nikkorex war die einzige Kamera der Baureihe, die sich mit dem Nikon-Schriftzug präsentierte.

## Nikkormat-Serie (japanische Modelle: Nikomat)

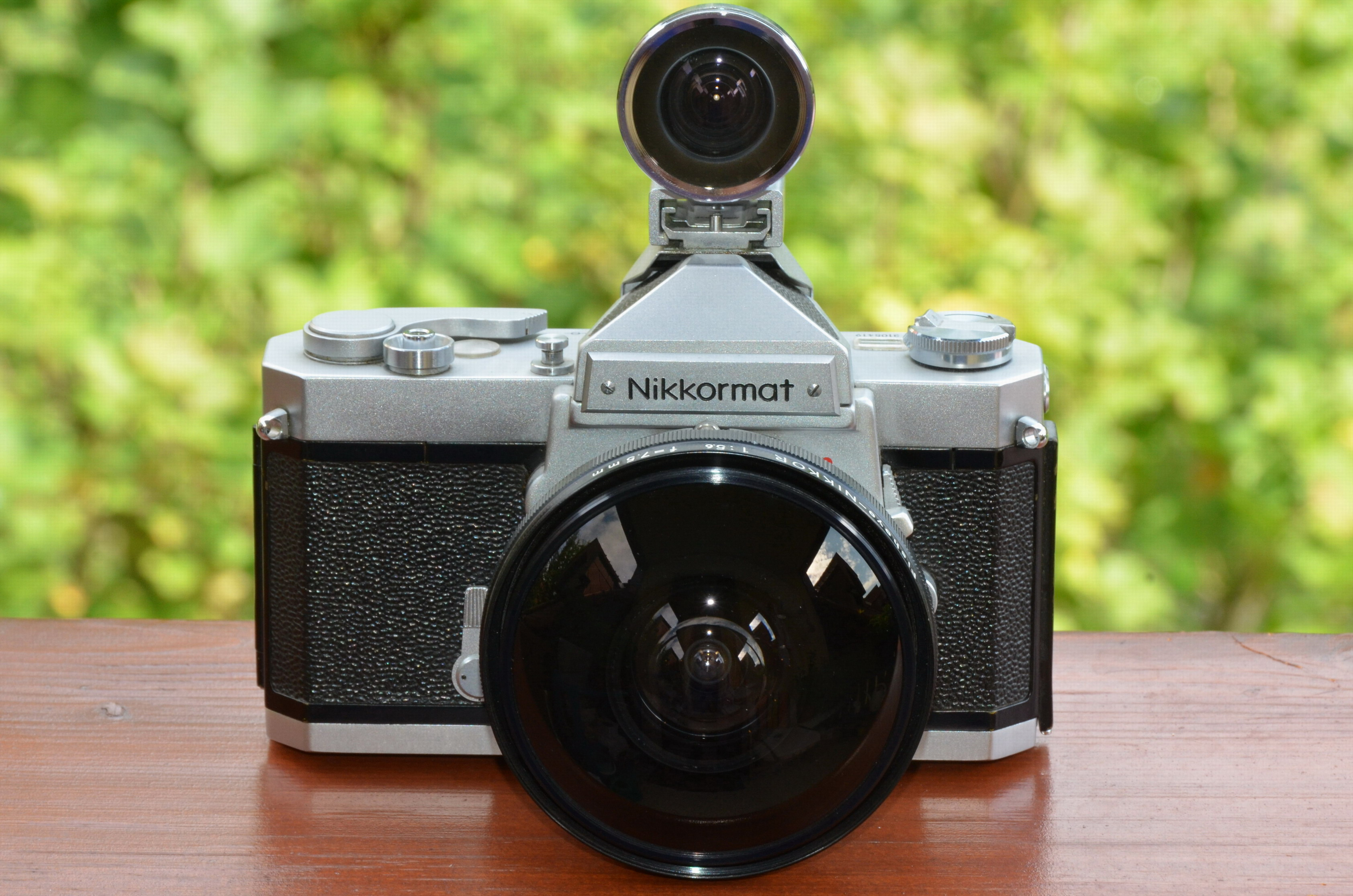
Nikkormat FT (1965) mit Fisheye-NIKKOR 1:5,6 f=7,5mm und dazugehörigem Aufsteck-Sucher (1965)

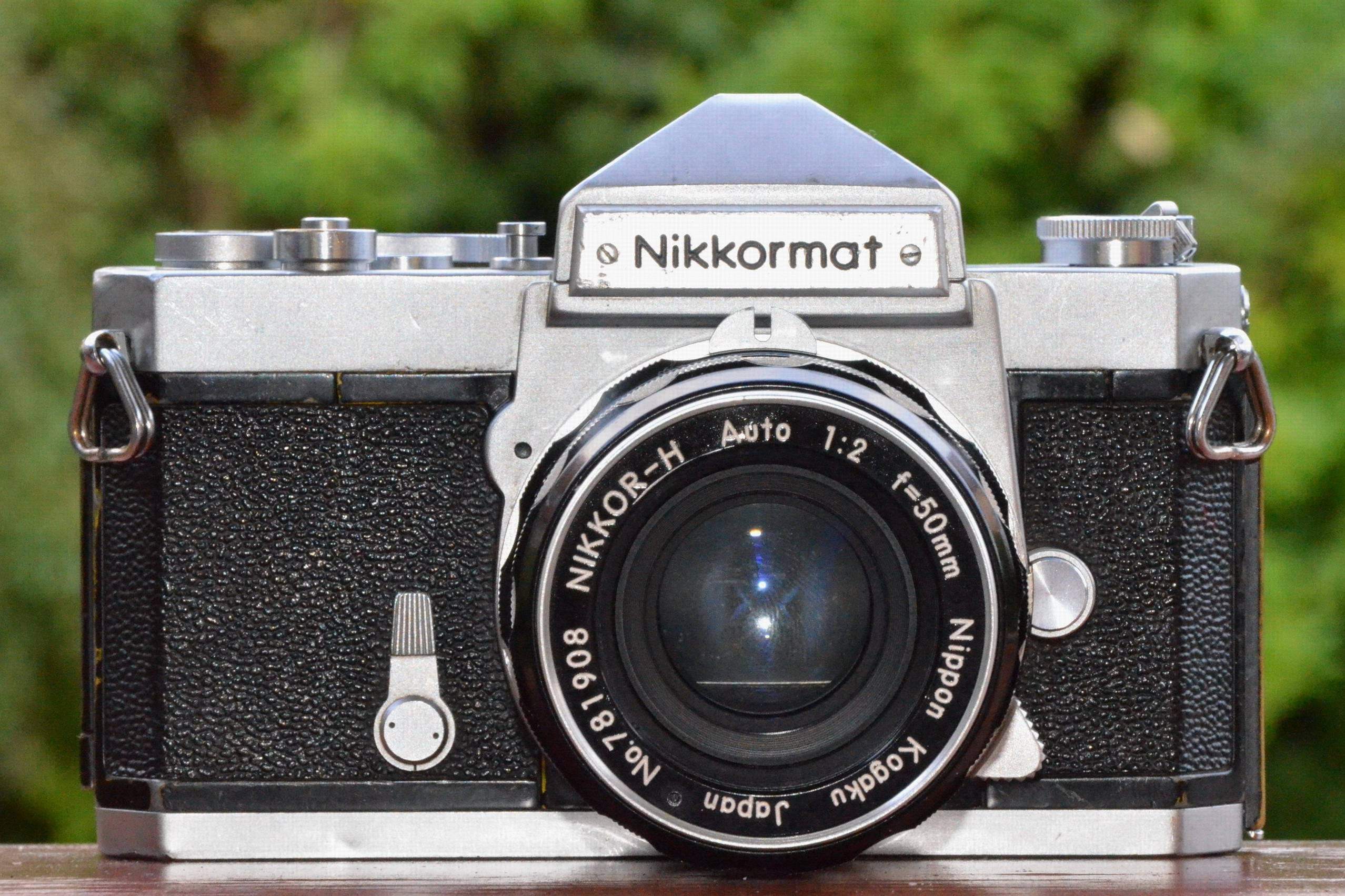
Seltene Nikkormat FS (1965) mit Objektiv NIKKOR-H Auto 1:2 f=50 mm

### Nikkormat FT (1965)
Die auch als die Schwester der Nikon F oder F2 bezeichnete Nikkormat FT wurde sowohl als Ersatzkamera von Profis als auch von Amateuren genutzt. So wurde diese Kamera oft zum Einstieg in das große und hochgepriesene Nikon SLR System genutzt. Von den technisch ausgereifteren Modellen unterscheidet sich diese Kamera hauptsächlich dadurch, dass kein Motorantrieb angeschlossen werden kann und dass das Sucherprisma und die Mattscheibe nicht ausgetauscht werden können.

### Nikkormat FS (1965)
Die Nikkormat FS ist eine vereinfachte Version der Nikkormat FT ohne Belichtungsmessung und ohne Möglichkeit der Spiegelarretierung. Wenn die Nikkormat FT zumindest in Deutschland eine recht seltene Kamera ist, kann man die Nikkormat FS getrost als Rarität bezeichnen.

### Nikkormat FTN (1967)
Die Nikkormat FTN ist eine in Details verbesserte Version der Nikkormat FT.

### Nikkormat FT2 (1975)
Als Nachfolgemodell der FTN unterschied sich diese Kamera durch den auf dem Prisma angebrachten Blitzschuh und eine geänderte Elektronik. Die Stromversorgung erfolgt mit einer Alkaline vom IEC-Typ LR44 oder einer Silberoxid-Zelle SR44 (ältere Modelle benötigen Quecksilberzellen). Sie gehört immer noch zu den non-AI Nikon SLR Kameras.

### Nikkormat FT3 (1977)
1977 führte Nikon das AI-Steuersystem für die automatische Eingabe der größten Objektivblende an das Belichtungsmesssystem ein. Hierbei wurden alle Kameras mit der neuen AI-Blendenkupplung versehen und somit wurde die FT2 auch in FT3 umbenannt und als neues Modell vertrieben. Ansonsten unterscheiden sich die Modelle nicht.
1979 wurde die Produktion der FT-3 eingestellt, da diese Kamerareihe von der FM-Serie abgelöst wurde, die kompakter und leistungsstärker war.

### Nikkormat EL (1972)
Die EL verfügt über einen elektronischen Verschluss, der eine automatische Belichtungssteuerung zulässt. Daneben ist auch ein manueller Belichtungsabgleich möglich.

### Nikkormat ELW (1976)
Als Amateurkamera bot die Nikkormat EL keine Möglichkeit für den Betrieb durch einen Motorantrieb für den Filmtransport. Jedoch gab es den Wunsch einer wachsenden Zahl von Fotoamateuren nach einer Kamera mit Motorantrieb, unterhalb der professionellen Klasse der Nikon F-Reihe. Die ELW füllt diese Lücke aus. Der AW-1 (Auto-Winder) benannte, batteriebetriebene Motorantrieb wog einige hundert Gramm und wurde am Stativgewinde mit einer Schraube der Kamera befestigt; der Winder selbst hatte wiederum ein Stativgewinde. Den Filmtransport übernahm er über eine Kupplung an der Nut an der Filmtransportachse.

### Nikon EL2 (1977)
Als Nachfolger der Nikkormat ELW beendete die Nikon EL2 die Nikkormat-Reihe.
Zur Kamera passte der Winder EL-W der Nikkormat EL.
Die wichtigsten Änderungen:
- Namensgebung einheitlich auf „Nikon“ umgestellt
- Umstellung der Objektivkupplung auf den neuen Blendenübertragungsring (AI), damit Wegfall des Mitnehmers, der durch die an den Objektiven angebrachten Gabel („Hasenohren“) der Kamera die eingestellte Blende übertrug.
- Die Elektronik wurde überarbeitet und auf flexible Leiterbahnen angebracht. Durch Wegfall der empfindlichen Lötstellen erhöhte sich die Robustheit.
- Eine Belichtungskorrektur war nun auch möglich.

## FM-Serie
Die FM- und FE-Serie (siehe unten) sind vom Design her Schwestermodelle. FM steht für mechanisch und FE für elektronisch, wobei die letzte FM3 eine Ausnahme macht. Die anschraubbaren Motorantriebe sind kompatibel und machten diese Kameras stets zur Wahl von Profis und engagierten Amateuren, denen eine Gewichtseinsparung wichtig war. Zudem kosteten zwei Kameras dieser Serie mit Motor etwa dasselbe wie eine Nikon F3, boten aber ab 1982 eine 1/4000 s als kürzeste Verschlusszeit.

### Nikon FM (1977)

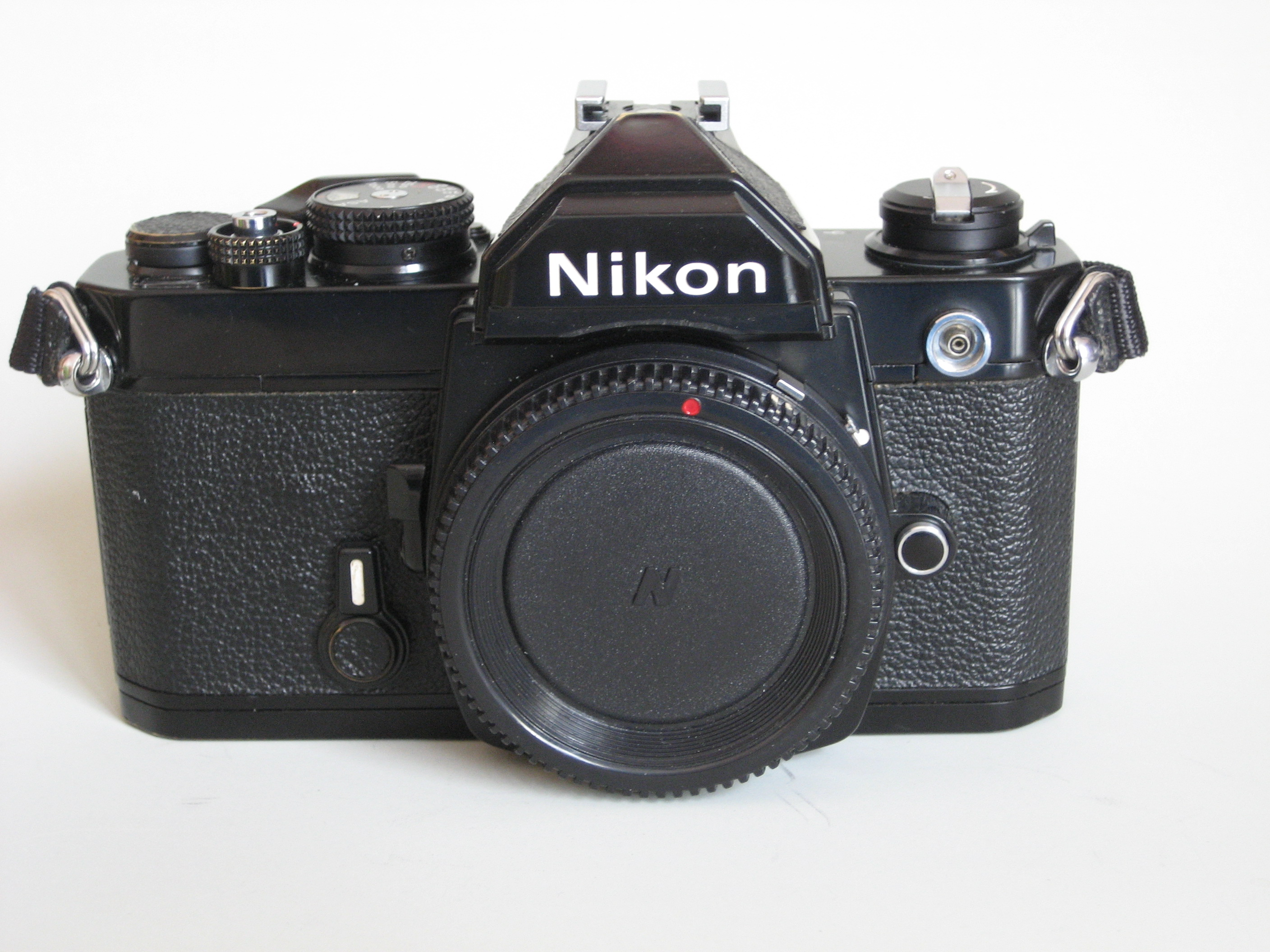
Nikon FM in schwarz (frühe Version)

1977 stellte Nippon Kogaku K.K. zum 60-jährigen Jubiläum die Nikon FM vor. Sie war völlig neu konstruiert, u. a. mit einer nahezu öl- und schmiermittelfreien Mechanik und hochsensiblen Fotozellen (Galliumarsenid) im Belichtungsmesser, die innerhalb von einer 1/25 Sekunde auf 1/5 Blende genau messen. Durch die fehlenden Schmiermittel ist die Kamera für den Einsatz bei extremen Temperaturen (- 30 bis + 40 °C) geeignet.
Zum 60. Jubiläum wurde ein Sondermodell mit sehr geringer Auflage vergoldet und mit Echsenleder veredelt.

### Nikon FM2 (1982)
Ab 1982 wurde die Nikon FM mit einem neu entwickelten Verschluss von Seiko, der eine Belichtungszeit von 1/4000 s und eine Blitzsynchronzeit von 1/200 s erlaubte, zur Nikon FM2 aufgewertet.
Die Kamera markiert damit nahezu den End- und Höhepunkt der Entwicklung der klassischen Spiegelreflexkamera mit mechanischer Verschlusssteuerung und blieb, von kleinen Änderungen und einigen Sondermodellen abgesehen, für 18 Jahre unverändert im Programm.

### Nikon FM2n (1983)

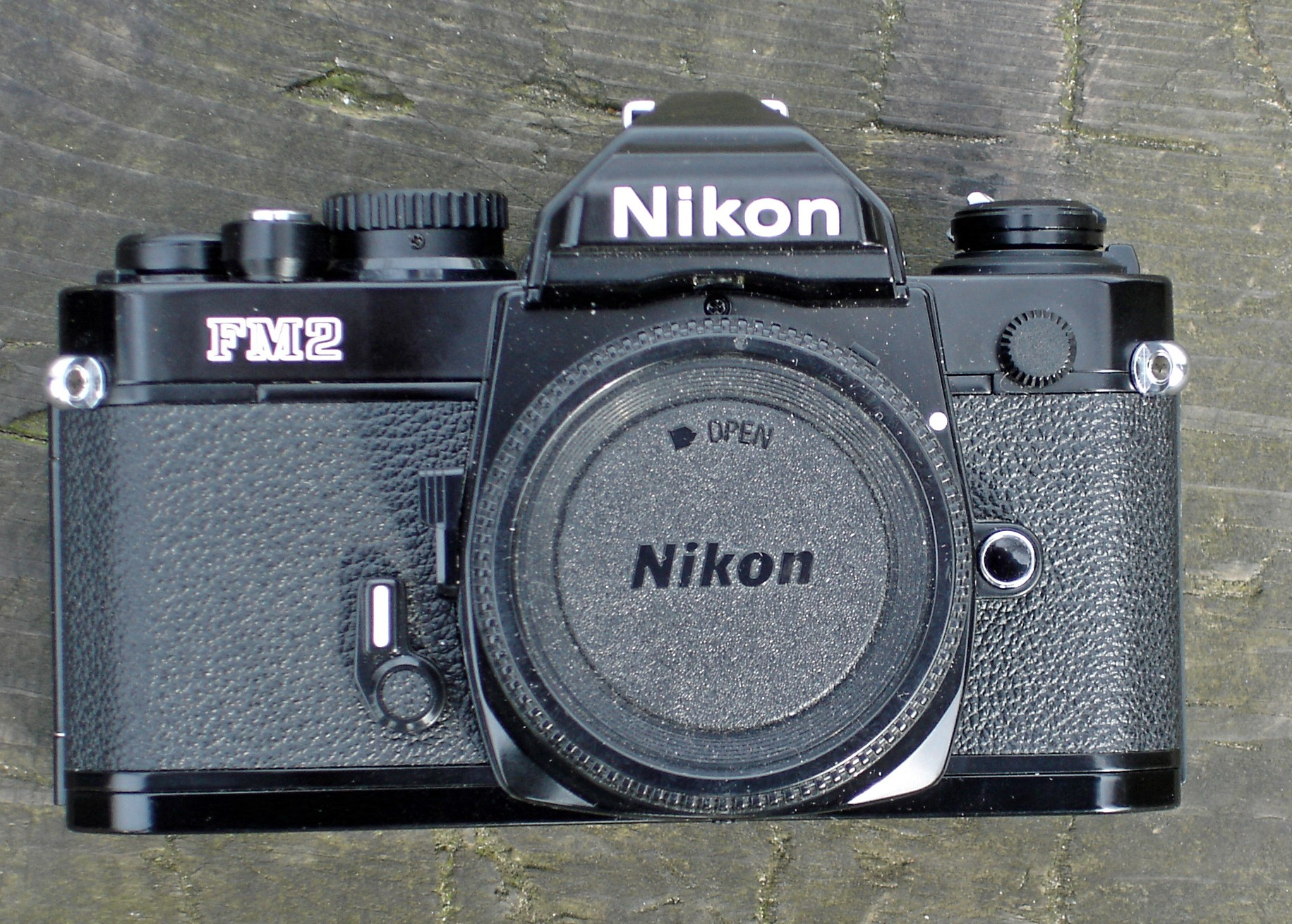
Gehäuse FM2(n)

1984 wurde die FM2 überarbeitet, die neue Version hat die Blitzsynchronzeit 1/250 s und wurde mit einer helleren und jetzt auch wechselbaren Einstellscheibe vom Typ K2 ausgerüstet. Beide Änderungen stellen Anpassungen an das kurz zuvor mit der FE2 realisierte technische Niveau dar.
Die Bezeichnung FM2n wurde offiziell von Nikon nicht verwendet. Auch die neue Version trägt die Bezeichnung FM2, jedoch wurde die Seriennummer der überarbeiteten Version durch ein führendes „N“ ergänzt. Sie kann von der ursprünglichen Variante außerdem durch die in der normalen Zeitenreihe rot markierte Blitzsynchronzeit „250“ statt „125“ unterschieden werden. Die vorher separat markierte und einstellbare Synchronzeit „X200“ fehlt beim neueren Modell.
Im Herbst 1989 wurde der mit einem Wabenmuster versehene Titanverschluss durch einen von den Verschlüssen der F801 und F4 abgeleiteten Verschluss mit glatten Aluminiumlamellen ersetzt.
2000 erschien eine technisch identische Sonderauflage zum Jahrtausendwechsel im Set mit dem Nikkor 1,4 50 mm. Etwa zur gleichen Zeit existierte ein „Nature Set“ mit den Nikkoren 2,8/28mm, 2,8/55mm und 4/200mm zusammen mit einer schwarzen FM2.

### Nikon FM2/T (1994)

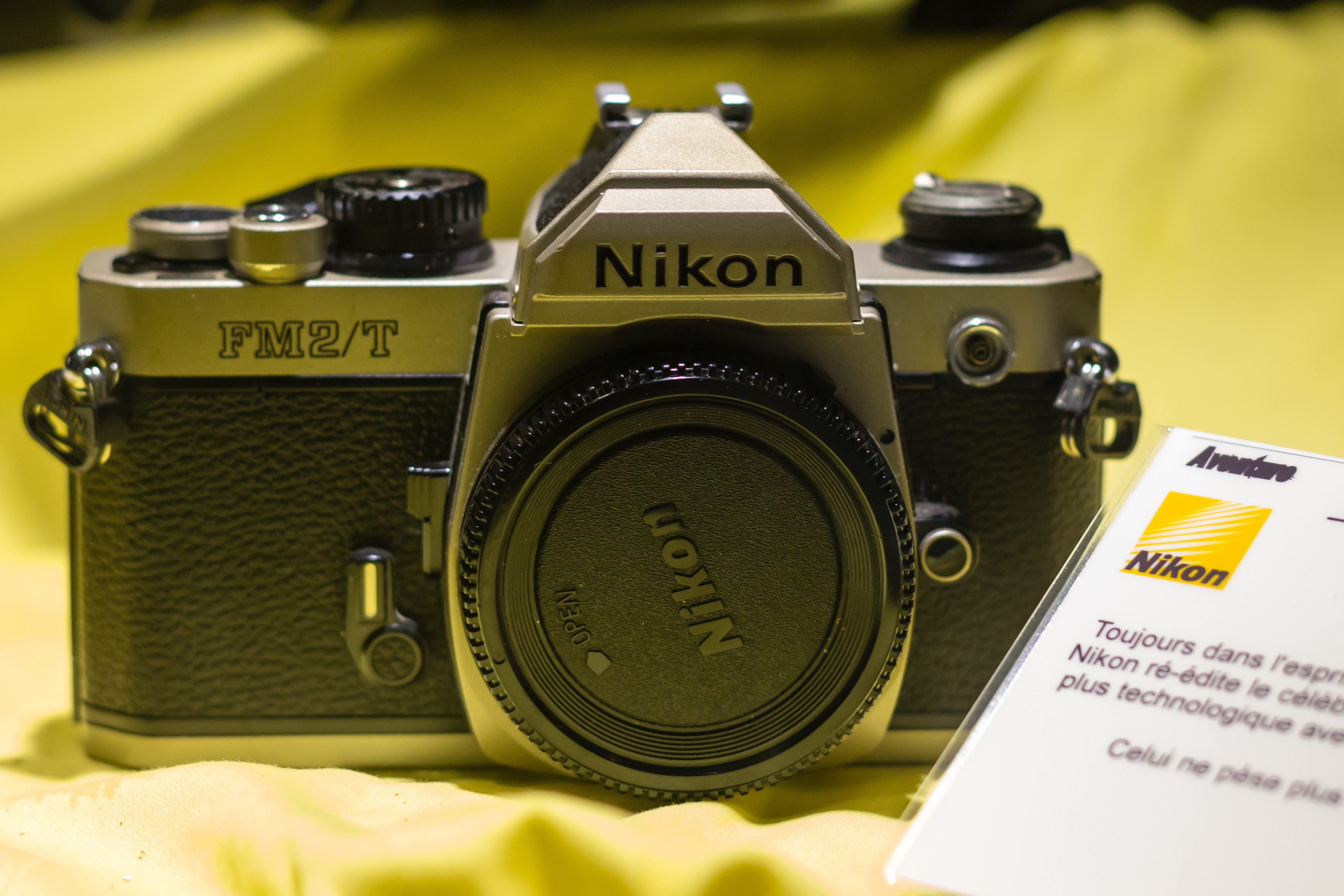
Nikon FM2/T mit teilweise aus Titan gefertigtem Gehäuse

1993 wurde die FM2/T als Sondermodell mit oberer rechter und linker Gehäuseverkleidung sowie Grundplatte aus Titan versehen, um diesem Klassiker den Status einer „Kamera für die Ewigkeit“ zu geben. Das Modell markierte Nikons Abschied aus der rein mechanischen manuellen Fotografie für einen zahlungskräftigen Kundenkreis.

### Nikon FM10 (1995)
Die Nikon FM10 war nicht als Nachfolger der FM2 gedacht. Vielmehr sollte sie den Sprung in eine deutlich günstigere Preisklasse machen. Die Kamera ist auf die essentiellen Funktionen reduziert und hat ein Kunststoffgehäuse. Die Produktion erfolgt nicht durch Nikon selbst, sondern durch Cosina als Subunternehmer. Die Kamera ist, zusammen mit der professionellen Nikon F6, die letzte Kamera im Verkaufssortiment, die Photofilm zur Bildaufzeichnung verwendet. Die europäischen Nikon-Niederlassungen hatten die FM10 allerdings nie im Sortiment.

### Nikon FM3A (2001)
Als Nachfolger der FM2 bot die Nikon FM3A durch einen hybriden Verschluss sowohl die vollmechanische Zeitensteuerung der FM2 als auch eine Zeitautomatik, wie sie aus der FE-Serie bekannt ist.
TTL-Blitztechnik, Messwertespeicher, Belichtungskorrektur und automatische Erkennung der Film DX-Codierung sind nur wenige Ausstattungsmerkmale, die diese Kamera zu einem – durch ihre Vorgänger bekannt – unverwüstlichen und unter schwierigsten Bedingung arbeitenden Fotoklassiker machen. 2006 wurde die FM3A aus dem Angebot genommen.

## FE-Serie

### Nikon FE (1978)

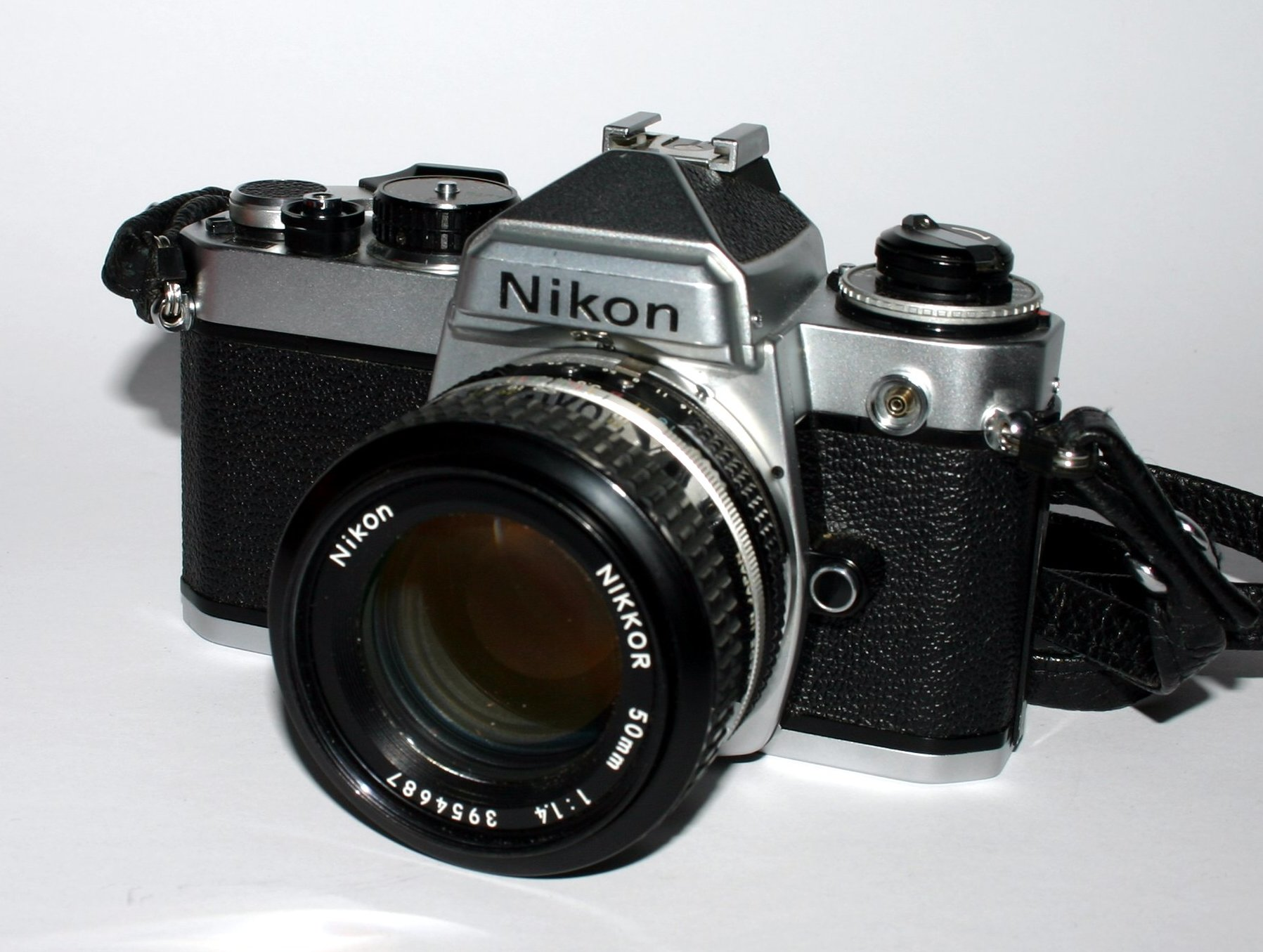
Nikon FE

Bei der Einführung der FM-Serie (1977), die voll mechanisch arbeitete, entstand auch die Nachfrage nach einer Kamera mit Zeitautomatik.
So kam 1978 die FE auf den Markt, die mit einem elektronischen Verschluss versehen wurde, mit dem Belichtungszeiten von 1/1000 bis 8 Sekunden möglich waren.
Bei leerer Batterie war nur noch eine Verschlusszeit von 1/90 s möglich, wobei der Verschluss mechanisch arbeitete.
Im Gegensatz zur FM konnten die Mattscheiben vom Anwender ausgewechselt werden, um die Standardmattscheibe mit Schnittbild und Mikroprismen (Modell K) gegen eine Mattscheibe ohne Einstellhilfen (Modell B), zum Beispiel für Teleobjektive, oder eine Gittermattscheibe (Modell E) auszutauschen.

### Nikon FE2 (1983)

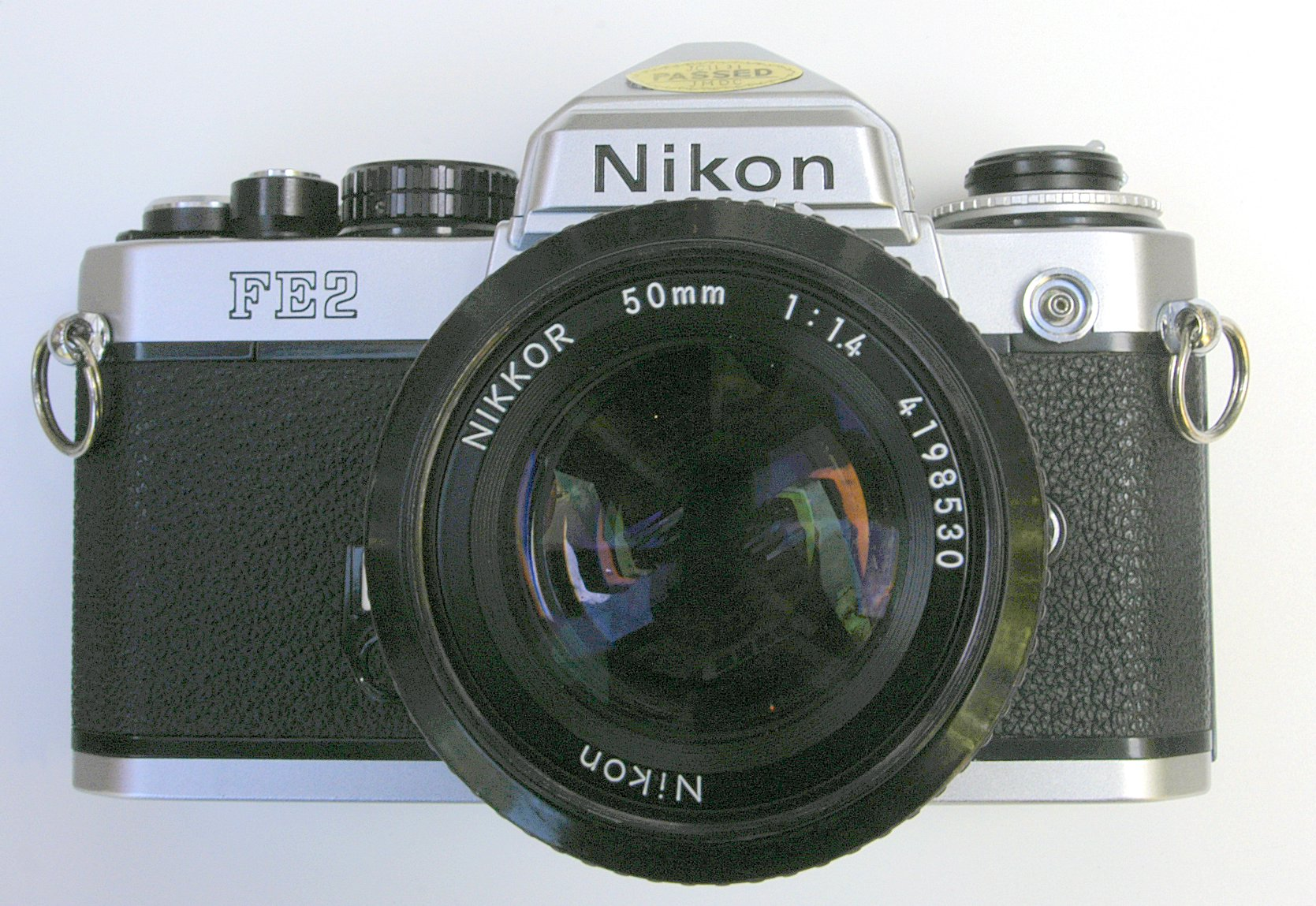
Nikon FE2

Kaum ein Jahr nach der Einführung der Nikon FM2 wurde auch die FE zur FE2 aufgewertet.
Sie bekam einen neuen elektronischen Verschluss, der eine Belichtungszeit von bis zu 1/4000 s und eine Blitzsynchronzeit von 1/250 s ermöglicht. Dieser besteht wie bei der FM2 aus einer superleichten Titanlegierung.
Bei aufgesetztem Blitz regelt die Elektronik automatisch auf die Blitzsynchronzeit herauf, wenn eine zu kurze Belichtungszeit eingestellt wurde.
Hellere Mattscheiben des Typs K2 wurden eingebaut und durch eine dem Spiegel gegenläufige Platte wurden Erschütterungen beim Spiegelschlag reduziert.

### Nikon FA (1983)

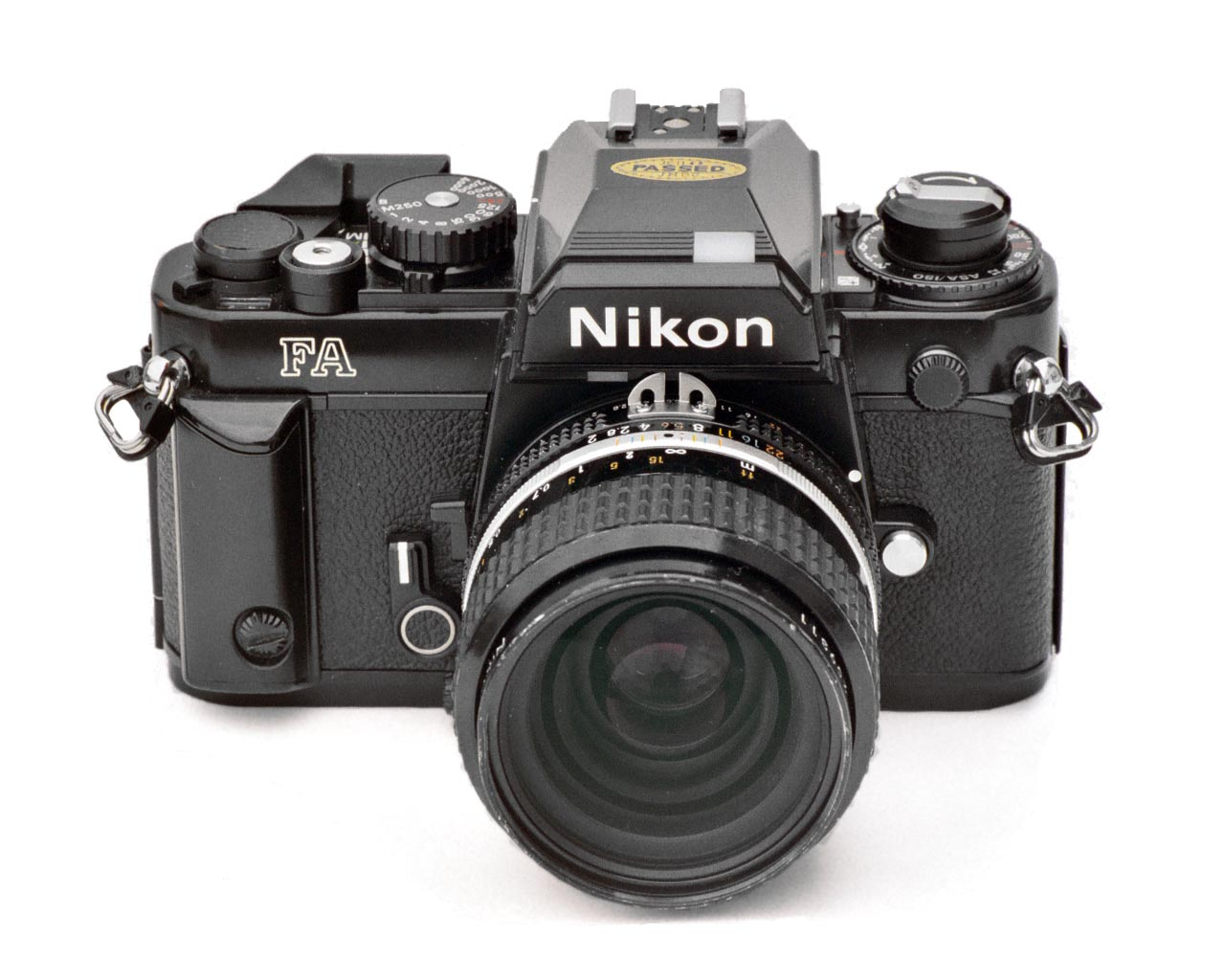
Nikon FA

Nach der FE2 brachte Nikon 1983 mit der FA eine revolutionäre Kamera auf den Markt.
Die FA war die weltweit erste Kamera mit AMP-Mehrfeldmessung (Automatic Multi Pattern).
Das Sucherbild wurde in fünf Messfelder unterteilt. Die gemessenen Werte der Felder wurden durch ein Auswahlsystem analysiert und führten so zu einer fast fehlerfreien „automatischen“ Belichtung. Programm-, Zeit- und Blendenautomatik machten die FA auch zu Nikons erstem Multiautomaten. Die Kamera wurde jedoch nicht zum Verkaufserfolg, da erst ein Jahr später größere Stückzahlen produziert werden konnten und zu diesem Zeitpunkt schon die erste Autofokus-Kamera von Minolta der Nikon FA Konkurrenz machte. Technologisch ist die FA dennoch ein Meilenstein in der Kameratechnik und wurde so 1984 zur besten Kamera-Neuerscheinung gewählt. Dies belohnte Nikon mit einem vergoldeten Sondermodell.
Zusammen mit der FM2n und der FE2 konnte Nikon mit der FA drei Kameras mit sehr ähnlichen Grundeigenschaften und weitgehend kompatiblem Zubehörprogramm anbieten, die sich nur in der Art der Belichtungssteuerung nennenswert unterschieden. Diese Dreiergruppe wurde von Nikon zur Zeit ihrer gemeinsamen Marktpräsenz zusammen in einer Anzeige unter dem Motto „Der Mechaniker“ (FM2), „Der Elektroniker“ (FE2) und „Der Computer“ (FA) beworben.

### Nikon FE10 (1996)
Wie üblich wurde ein Jahr nach der manuellen Variante (FM10) auch ein Gehäuse mit Zeitautomatik angeboten.
Um auch bei dieser Kamera einen günstigen Preis anbieten zu können, wurde bei der von der Firma Cosina gefertigten FE10 auf Möglichkeiten wie Belichtungskorrektur oder den Anschluss eines Motorantriebs verzichtet. Die Kamera im Plastikgehäuse verkaufte sich erstaunlich gut als Einsteigerkamera.
Die Kamera war in erster Linie für die Schwellenländer, u. a. Südostasien gedacht und fand nur in eher geringen Stückzahlen den Weg nach Europa. Nebenbei war es die wohl einzige Kamera in der Firmengeschichte, die quasi mit einer Canon baugleich war: Auch deren T60 lief bei Cosina vom Band, allerdings ein paar Jahre früher und mit anderem Bajonett. Die Basis beider Kameras ist entfernt auch heute noch in den Voigtländer Messsuchermodellen erkennbar.

## Compact Nikon

### Nikon EM (1979)
Die Nikon EM kam 1979 auf den Markt. Sie war das erste Modell in einem überarbeiteten Gestaltungskonzept, welches eine Serie von Gehäusen einläuten sollte, mit der Charakteristik von Kompaktheit, Leichtgewicht und einfachem Handling.

### Nikon FG (1982)
Als höherwertige Ergänzung zur EM wurde die FG zusätzlich mit einer Programmautomatik, TTL-Blitzsteuerung und manuell einstellbaren Verschlusszeiten ausgestattet.

### Nikon FG-20 (1984)

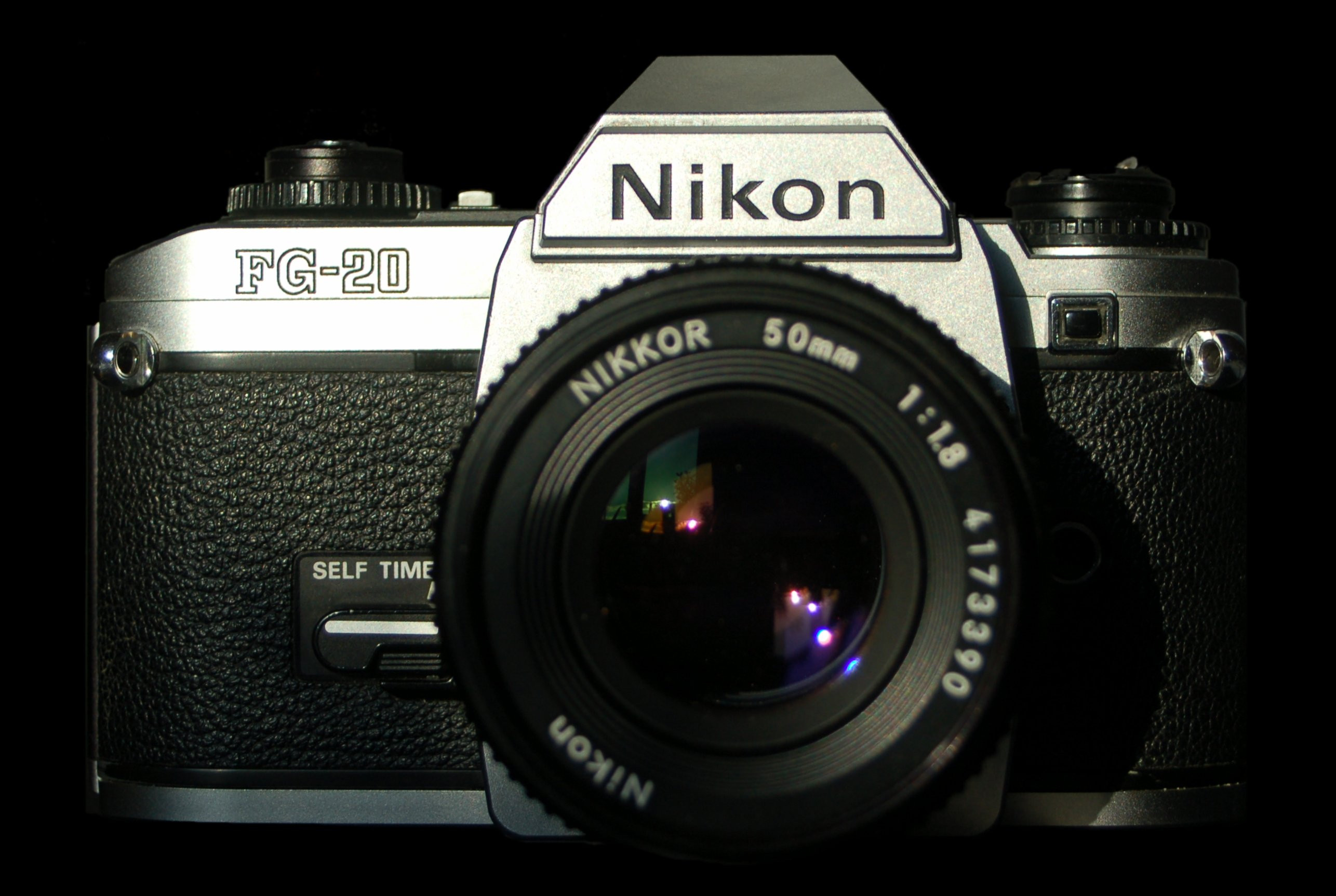
Die Nikon FG-20

Die FG-20 war Nachfolger der EM mit der zusätzlichen Möglichkeit der manuell einstellbaren Verschlusszeiten.

### Nikon F-301 (1985)

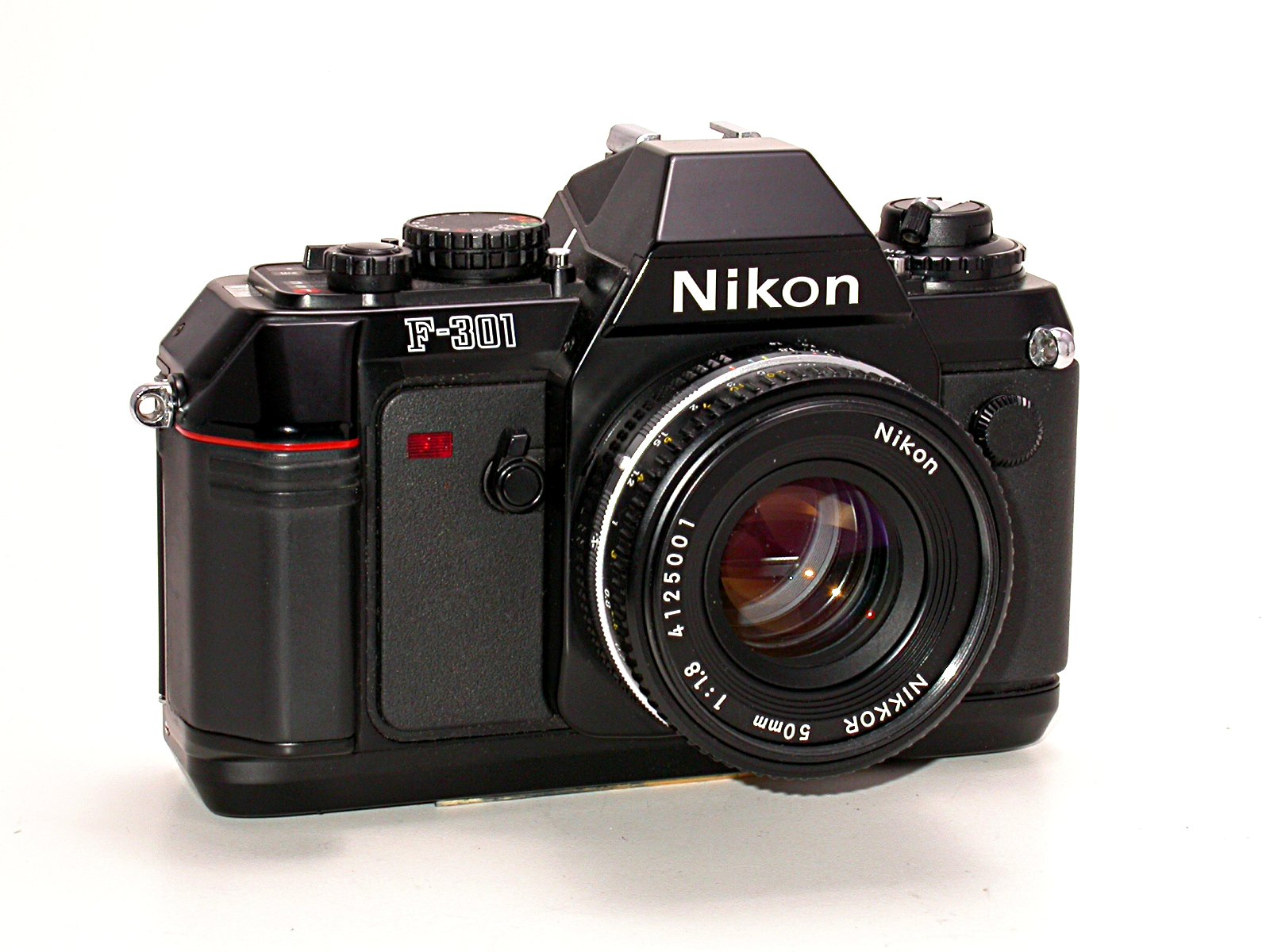
Nikon F-301

Die F-301 läutete als Nachfolgerin der FG eine neue Kamerageneration bei Nikon ein.
Der eingebaute Motor, der automatisch den Film einzieht, die gewohnt einfache Bedienung und die Kompatibilität zum Nikon-System machten diese Kamera auch für technisch unbedarfte Hobbyfotografen interessant. Neben der Vollautomatik bietet sie alle manuellen Möglichkeiten, nur eine Abblendtaste fehlt.
Die Kamera benötigt vier Batterien vom Typ Micro (AAA) für die Versorgung des motorbetriebenen Filmeinzugs. Nach dem Austausch einer als Zubehör erhältlichen höheren Batterieabdeckung konnten vier Batterien von Typ Mignon (AA) eingelegt werden.
Der optisch sehr ähnliche Nachfolger, die Nikon F-501, erschien 1986 mit einem Autofokus-System (siehe Nikon AF-Kameras).

### Nikon F-601M (1990)

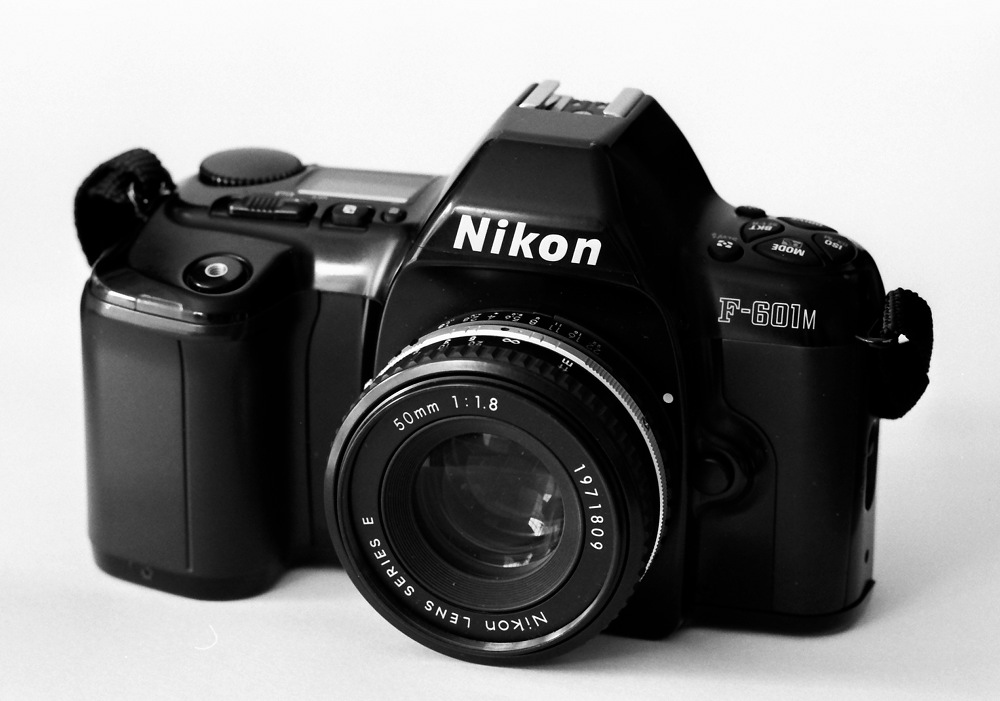
Nikon F-601M, Version der F-601 ohne Autofokus.

Die Nikon ist eine bauartgleiche Version der Nikon F-601 ohne Autofokus-Scharfeinstellung und ohne eingebautes Blitzgerät. Sie ist mit LC-Anzeigen im Sucher und auf dem Gehäuse ausgestattet und hat ein zentrales Einstellrad sowie einen eingebauten Motor für Einzel- und Serienschaltung (bis zu zwei Bilder pro Sekunde). Neben der manuellen Belichtungseinstellung ist sie mit Programmautomatiken ausgerüstet: Blenden-, Multi und Normalprogramm-, dazu Programm-Shift- und Zeitautomatik, zusätzlich auch Messwertspeicherung, HP-Sucher und variabler Selbstauslöser.